# Центар Перлеза
Просторно културно-историјска целина Центар Перлеза, законом је заштићено културно добро у историјском језгру насеља Перлез, на територији града Зрењанина у АП Војводина. Заштита је проглашена 2024. године, у циљу очувања историјских вредности у овом банатском селу.

## Историјат
Просторно културно-историјска целина обухвата средишњи део – језгро банатског села Перлез, типичног равничарског села, формираног у доба аустријске власти. Насеље карактеришу улице које се секу под правим углом и равномерно постављане куће на праваугаоним парцелама. У центру насеља оивичен данашњим улицама Краља Александра Карађорђевића, Николе Тесле, Вука Караџића и Тргом кнеза Михајла налази се пространи парк, око кога су у периоду од 18. до 20. века подизане јавне установе различите намене. Са изградњом објеката у које су смештане сакралне, друштвене, индустријске и просветно-културне установе Перлез је временом добијао и карактеристике вароши.
Римокатоличка црква посвећена безгрешном зачећу Богородице девице Марије сазидана је 1777. године у стилу провинцијалног барока, са подзвоничким простором који је отворен према броду низом отвора у нивоу приземља и галерије и хором који је просторно подељен на подзвонички и галеријски део само слободним ступцима звоничког торња, што је карактеристично за цркве грађене у другој половини 18. века.
Од некадашњих војних зграда којима је био окружен центар села, данас постоји само стара зграда капетаније у улици Краља Александра Карађорђевића бр. 1. сазидана је у првој половини 19. века, а у њој се налази један од ретко преосталих неоштећених улаза у подземни лагум дуг 5600 m, зидан од печене цигле по систему спојених судова, који је био повезан са евакуационим центром у риту, на левој обали некадашњег корита реке Бегеј. Овај вид фортификације грађен је током задњег квартала 18. и прве половине 19. века.
Зграда Среског начелштва у Светосавској улици, сазидана осамдесетих година 19. века у стилу неоренесансе. То је угаона приземна грађевина разуђених основа у којој се сада налази Месна канцеларија, пошта, полиција и експозитура Војвођанске банке.
Крајем 19. века сазидан је жупни двор при РКЦ на данашњем Тргу кнеза Михаила. То је приземна зграда, правоугаоне основе, грађена у класичном стилу са уједначеним ритмом прозорских отвора на главној фасади, изнад којих су декоративно израђени забати.
Године 1895, на углу улица Николе Тесле и Светосавске сазидана је у стилу романтизма зграда Управе Рудолфсгнадске водне задруге. То је приземна зграда са истакнутим угаоним еркером и декорацијом на обе фасаде у виду танких плитких пиластера.
У равни са њом, на претходном углу сазидана је и двоспратна зграда парног млина са карактеристичним елементима индустријске архитектуре из међуратног периода. Зграда има приземље, два спрата и тавански простор, а фасаде су подељене по хоризонтали и вертикали са наглашеним пиластрима у којима су распоређени прозорски отвори.
Истовремено дуж улице Краља Петра Првог од броја 2 до 4а подижу се масивне, стилски дефинисане приземне зграде са разуђеним основама, у којима се одвијала угоститељско трговачка делатност. Са друге стране дуж улица Краља Александра Карађорђевића и Светосавске постоји низ преких, постављених дужом страном уз улицу, стамбених кућа помешаних стилова, налик на варошке, које су настале крајем 19. и почетком 20. века.
Зграда бившег Среског суда са затвором подигнута почетком 20. века од жутих клинкер опека у стилу сецесије. Зграда Среског суда је једноспратница разуђених основа, чије се дуже крило протеже дуж Светосавске улице, док је зграда затвора мања приземна зграда у улици др Радослава Панића. Зграде су 1945. године адаптиране за потребе здравства.
Двадесетих година 20. века, у Улици краља Петра Првог подиже се парохијски дом Српске православне цркве у оквиру парцеле цркве. То је приземна зграда, правоугаоне основе са наглашеним централним ризалитом којим је фасадно платно подељено на два симетрична дела. Главна фасада има изражену декоративност што је постигнуто низом детаља са елементима сецесије. који својом монументалношћу и стилским карактеристикама значајно доприноси амбијенталном изгледу центра села у естетском смислу.
Последњи сазидани објекат, са споменичким вредностима, унутар граница просторно културно-историјске целине је зграда Дома културе у улици Краља Александра Карађорђевића из 1951. године. То је репрезентативна грађевина у националном стилу са наглашеним аркадама које формирају трем дуж целог приземља и троспратном кулом у централном делу објекта. Зграда је стилски усаглашена са објектима сличне намене који су подигнути после Другог светског рата у многим местима широм Војводине.

## Границе ПКИЦ-а
У оквиру просторно културне-историјске целине појединачно су утврђени следећи објекти за непокретна културна добра и ствари за покретно културно добро, и то:
1. Српска православна црква Успења Богородице, подигнута 1811. године
2. Родна кућа народног хероја Пап Павла, Улица Пупинова 12, подигнута 1887. године
3. Покретна добра – Збирка ваљних столица Машинског млина из прве деценије 20. века

У оквиру просторно културно-историјске целине налазе се следећи споменици и спомен обележја, и то:
1. Спомен-обелиск са скулптуром жене борца, посвећен борцима НОР-а и жртвама фашистичког терора, аутора Милоша Поповића, у дворишту испред задружног дома.
2. Спомен чесма посвећена двадесеторици мештана који су обешени 21. јуна 1941. године од стране фашистичког окупатора, Трг кнеза Михајла.
3. Биста Ђуре Јакшића, у парку испред улаза у зграду основне школе.

Укупна површина просторно културно-историјске целине је 78310 m2. Површина заштићене околине износи 8302 m2. Укупна површина под заштитом износи 86612 m2.

## Галерија
- Католичка црква
- СПЦ Успења богородице у Перлезу
- Родна кућа народног хероја Пап Павла
- Млин